# 伊薩克·布羅茨基
伊薩克·伊茲萊耶維奇·布羅茨基（俄語：Исаа́к Изра́илевич Бро́дский，1884年1月6日—1939年8月14日），是一名俄羅斯-蘇聯畫家及平面藝術家，亦為藝術教育家與收藏家。他是社會主義現實主義繪畫風格的奠基者之一，以擅長描繪歷史畫題材與肖像畫而著稱，尤以大量描繪弗拉基米尔·列宁形象的作品聞名。
自1932年起，布羅茨基擔任教授職務，並於1934年出任蘇聯藝術學院院長。他於1932年獲頒俄罗斯苏维埃联邦社会主义共和国功勋艺术工作者稱號，1934年成為首位獲得列寧勳章的畫家。

## 生平

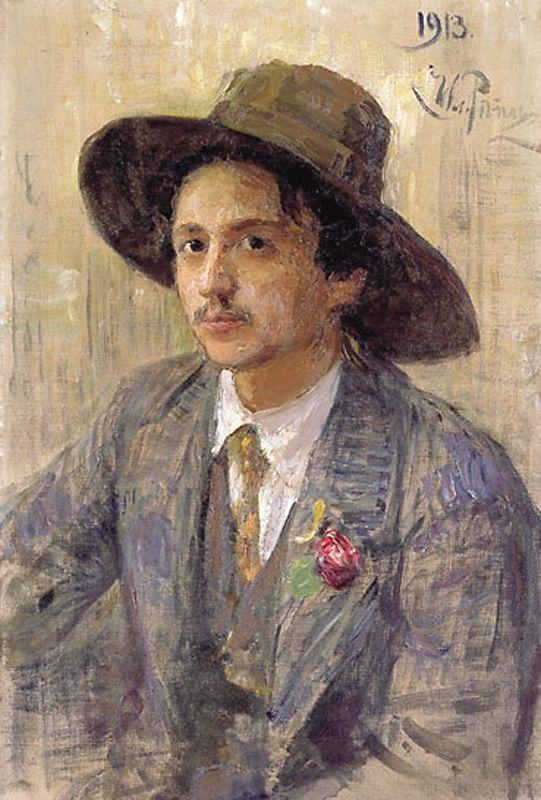
伊利亚·列宾繪製的布羅茨基肖像，1913年。

布羅茨基於1883年出生於塔夫利省索菲耶夫卡（今烏克蘭別爾江斯克）的猶太人家庭，父親為當地的地主與二等行會商人。其妹拉伊莎（1894年－1946年）畢業於聖彼得堡音樂學院，後成為音樂家。
1896年，布羅茨基自別爾江斯克市立學校畢業。他自幼展現繪畫天賦，並將別爾江斯克視為自己的故鄉。1896年至1902年間，他就讀於敖德薩藝術學校，師從L.D. 約里尼、基里亞克·科斯坦迪與根納迪·拉伊任斯基，與與俄羅斯前衛藝術的活動家達維德·布爾柳克同時在敖德薩學習。之後遷往聖彼得堡，進入帝國藝術學院附屬的高等藝術學校繼續深造，並在學院中跟隨伊利亚·列宾學習五年。1909年至1911年間，布羅茨基獲藝術學院資助，前往德國、法國、西班牙與義大利等地遊歷，期間亦曾造訪卡布里島並拜會马克西姆·高尔基。
在1917年十月革命之前以及1920年代，布羅茨基積極參與藝術學院展覽，為「南俄藝術家協會」、「巡回展览画派」、「以阿爾希普·庫因芝命名的藝術家協會」及「藝術家社群」等團體的展出藝術家，同時亦為「畫家協會」的創始成員之一，1916年，他加入了猶太藝術促進會。
1917年夏，布羅茨基開始為臨時政府總理亞歷山大·克倫斯基繪製肖像，該畫最終完成於1918年，即俄羅斯共和國臨時政府被推翻後。十月革命後，他積極創作布爾什維克領導人肖像畫，致力於塑造蘇聯政治領袖形象，尤以列寧與史達林為代表，亦繪有盧那察爾斯基、伏羅希洛夫、伏龍芝、加里寧、季諾維也夫等人畫像。
1928年5月，布羅茨基因「以營利為目的經營拍賣場，從事商業活動而非出於意識形態動機」的行為，被蘇俄革命藝術家協會（АХРР）開除。翌年4月，其藝術生涯25週年紀念活動舉行，由科尔涅伊·楚科夫斯基擔任主席，並宣讀多封祝賀電報。
此後，布羅茨基亦積極參與蘇聯藝術教育體制的改革。自1932年起擔任教授，1934年起出任蘇聯藝術學院（今聖彼得堡列賓美術學院）院長。在他領導下，學院延攬眾多曾就讀於帝國藝術學院的藝術家與教育者擔任教學職務。其學生包括亞歷山大·拉克蒂奧諾夫、尤里‧涅普林采夫、維克多‧奧列什尼科夫、彼得·貝洛烏索夫、
米哈伊爾·熱列茲諾夫、尼古拉·季姆科夫、亞爾-克拉夫琴科、彼得·康斯坦丁諾維奇·瓦西里耶夫與米哈伊爾·科澤爾等人。
1939年8月14日，布羅茨基逝世於列寧格勒，享年55歲。他一生收藏超過一千件作品。生前向烏克蘭捐贈了大量畫作，並在別爾江斯克市開設了另一家以他的名字命名的博物館。他安葬於聖彼得堡沃爾科沃公墓。其墓碑由建築師V.S. 瓦西里科夫斯基設計，雕塑由B.F.克拉特科創作於1934年，最終於1978年豎立。

## 遺產

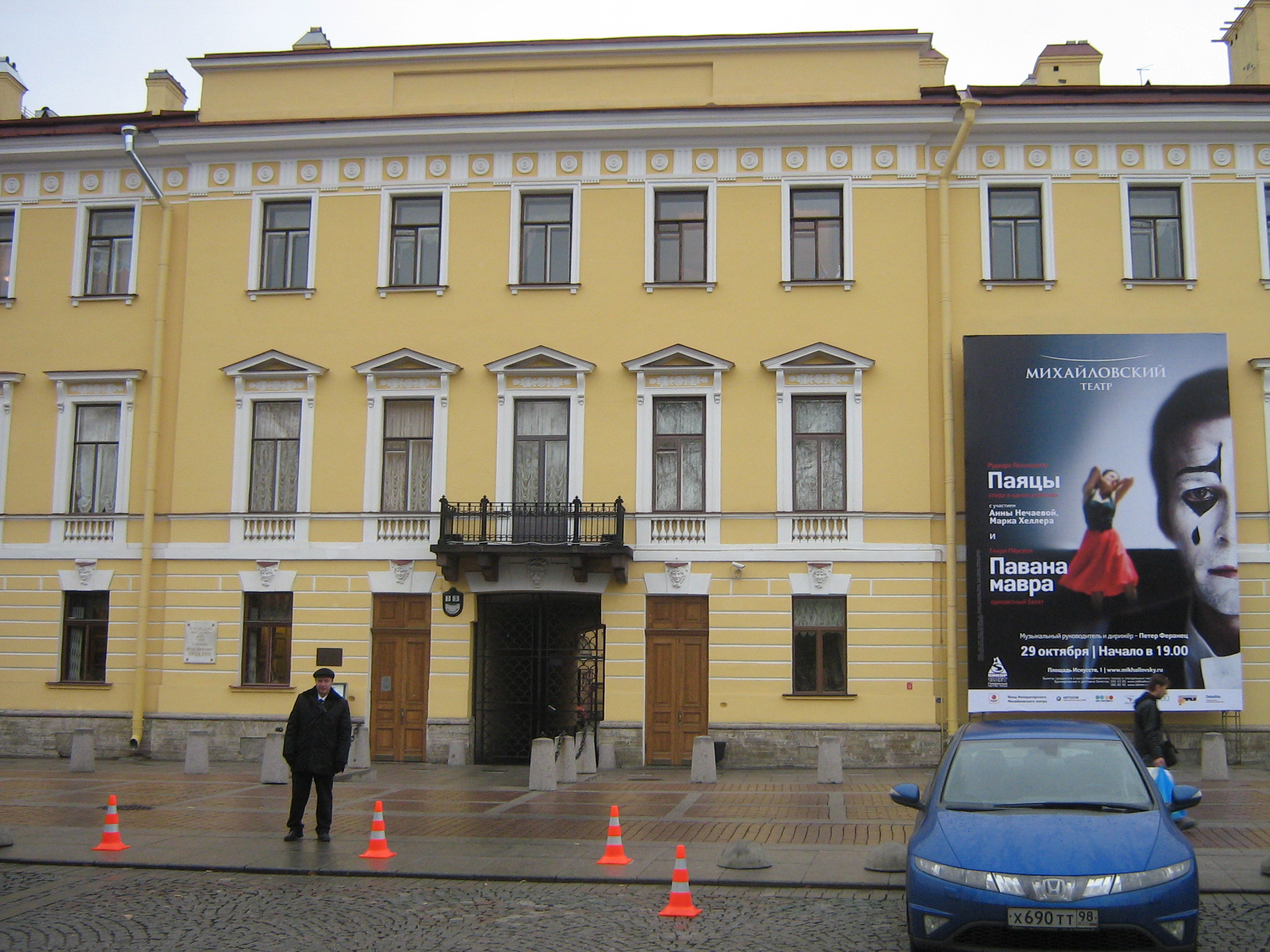
伊薩克·布羅茨基公寓博物館

布羅茨基去世後。他的回憶錄在他死後出版。布羅茨基去世後，他在聖彼得堡藝術廣場的公寓被宣佈為國家博物館。他的藝術收藏至今仍在那裡展出。
敖德薩美術館於1938年至1941年間以布羅茨基的名字命名。別爾江斯克藝術博物館由布羅茨基於1930年創立，以布羅茨基的名字命名，布羅茨基從自己的收藏中捐贈了約200幅俄羅斯藝術家的畫作。

## 畫作

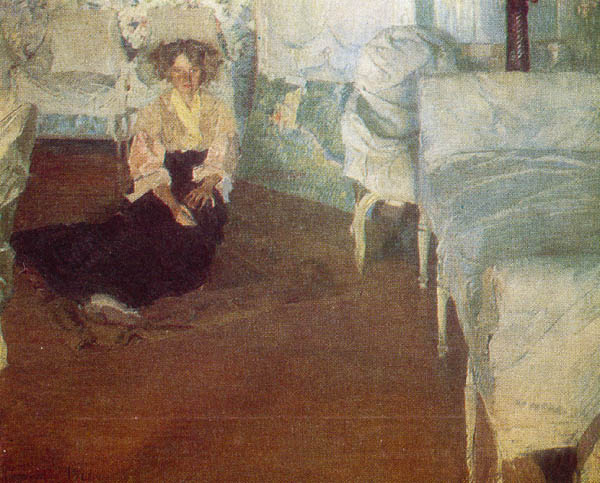
《柳德米拉·布爾盧克》，1906年
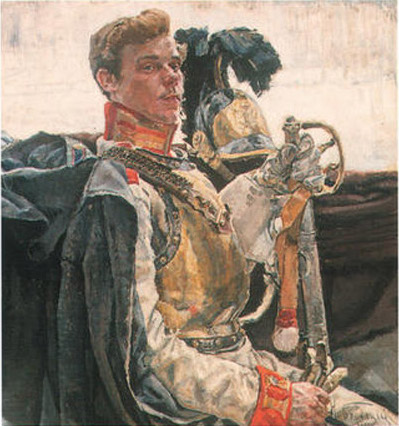
《騎兵軍官》，1909年
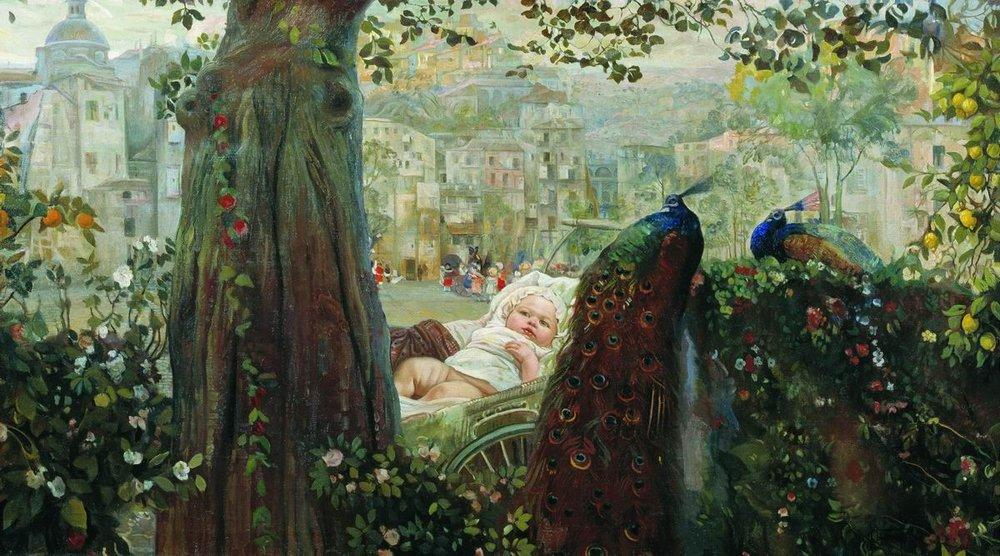
《童話》，1911年
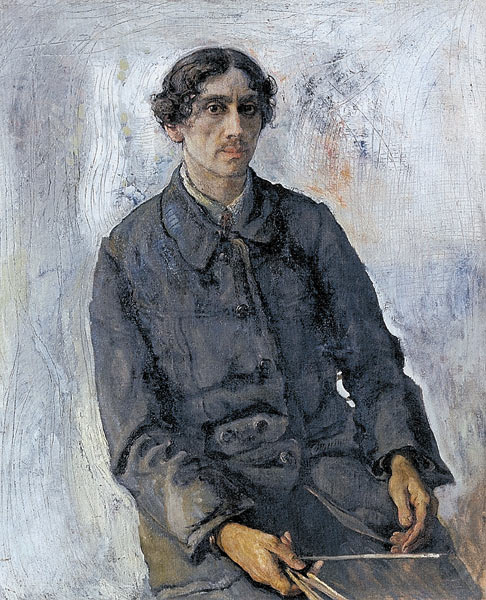
《自畫像》，1917年
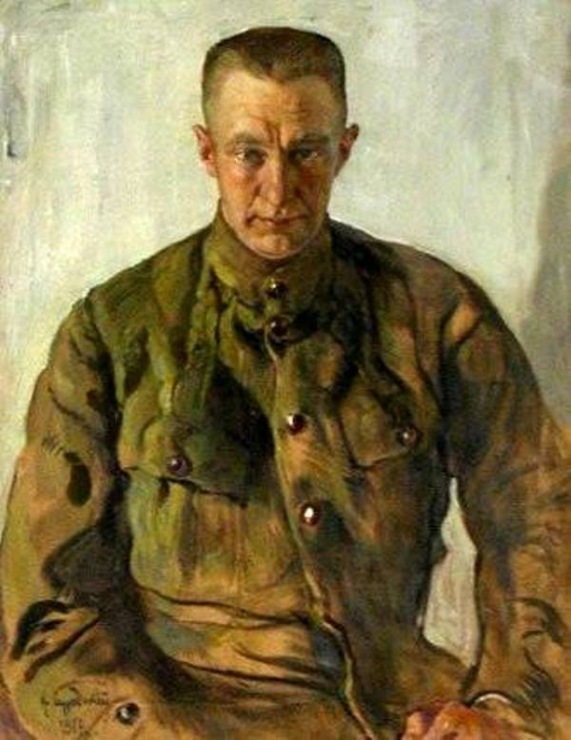
《亞歷山大·克倫斯基》，1918年
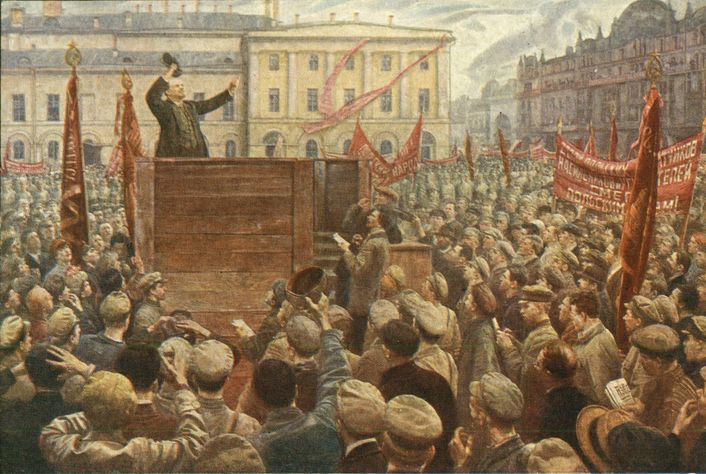
《列寧與紅軍士兵前往波蘭途中》，1920年
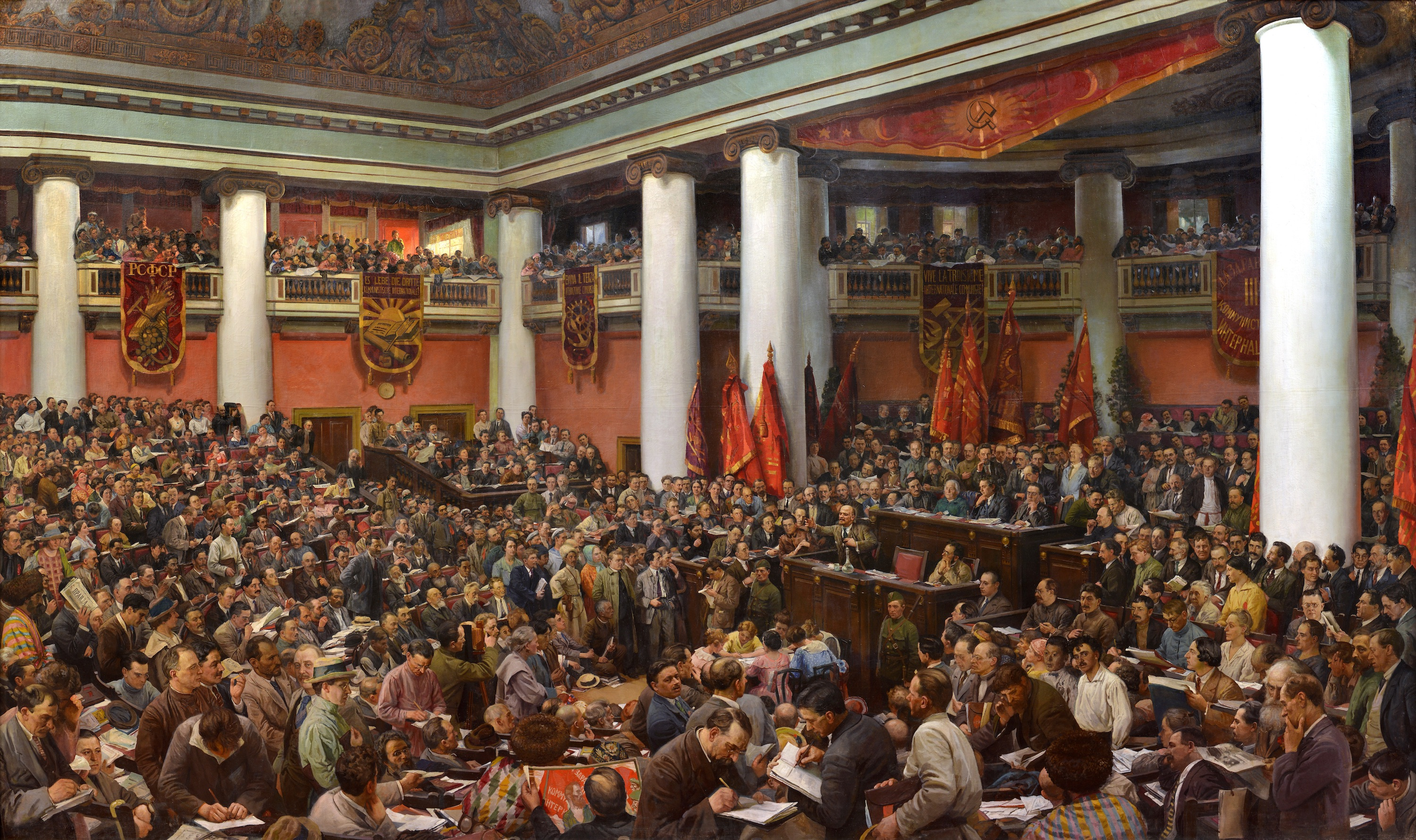
《第二次共產國際代表大會上的列寧》，1924年
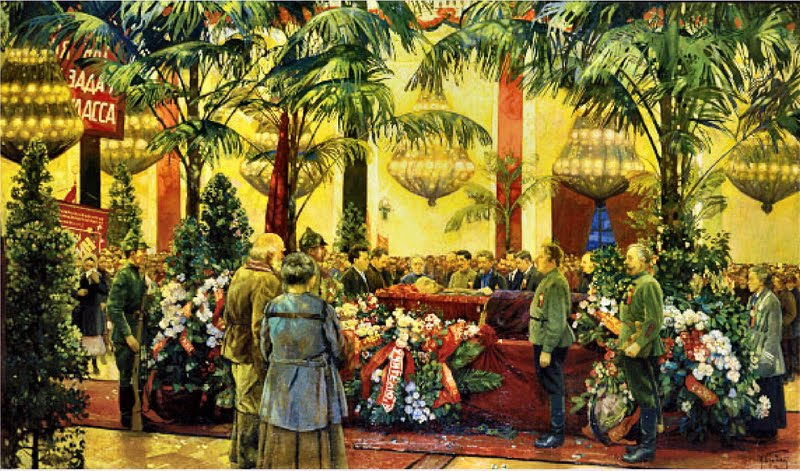
《列寧的葬禮》，1925年
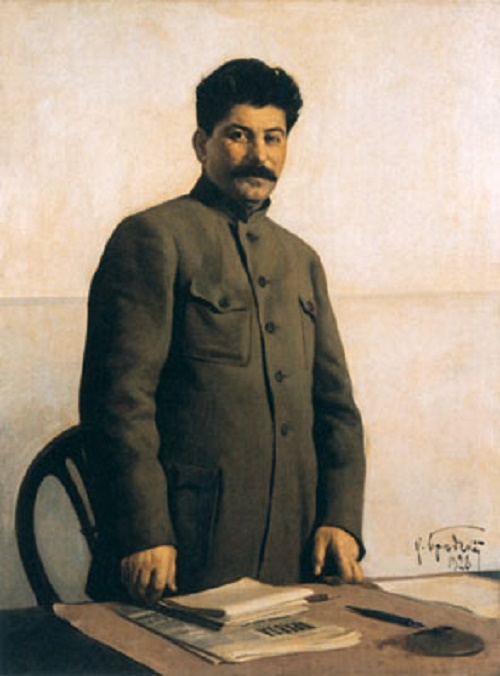
《約瑟夫·史達林》，1928年
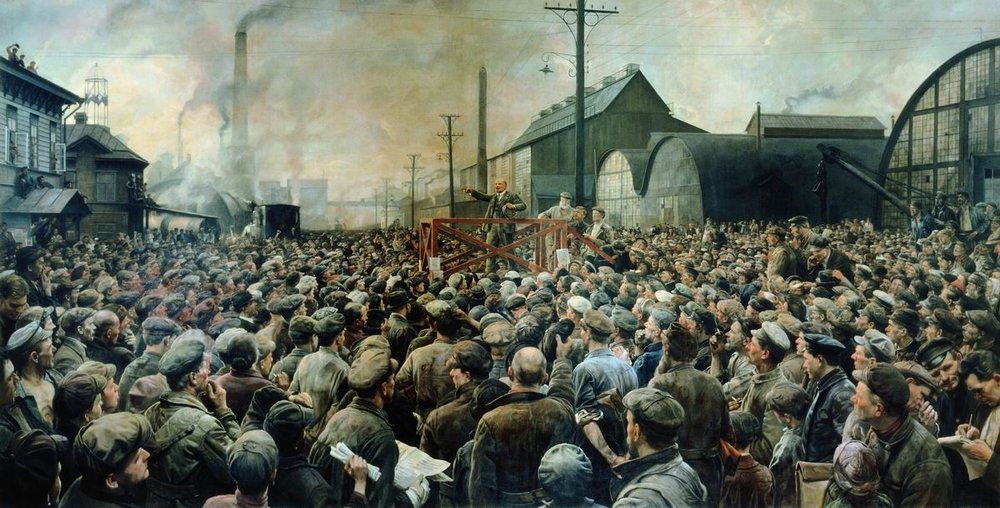
《列寧在普提洛夫工廠》，1917年5月（繪於1929年）
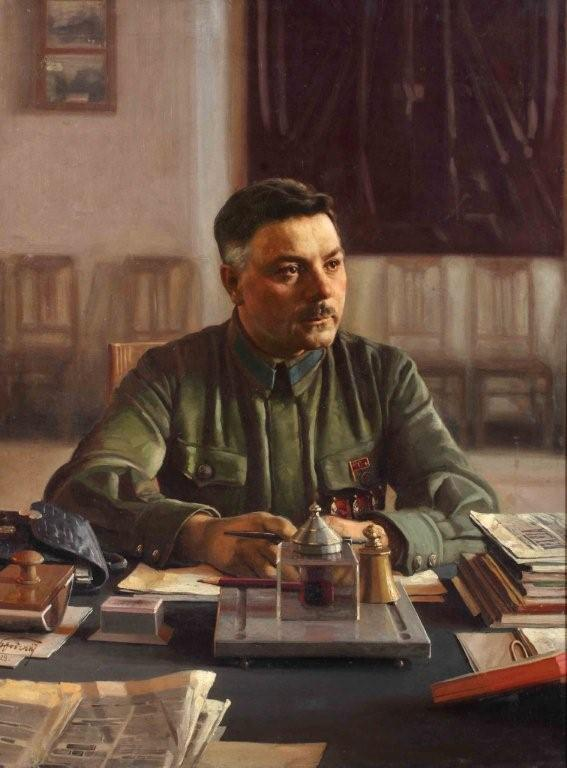
《克利缅特·伏罗希洛夫肖像》，1929年
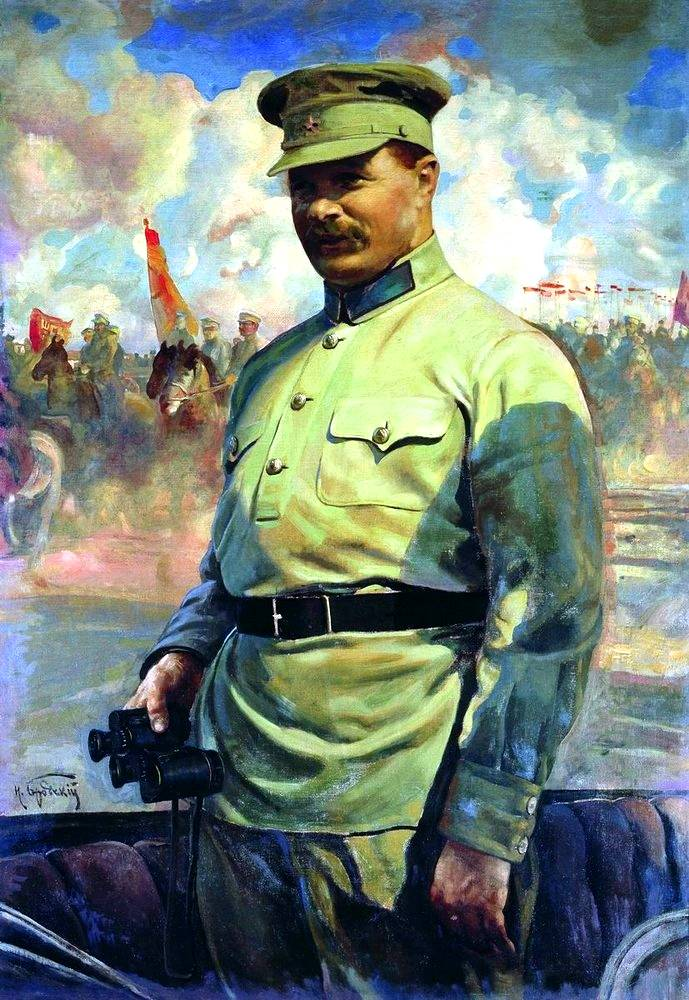
《米哈伊爾·伏龍芝》，1929年
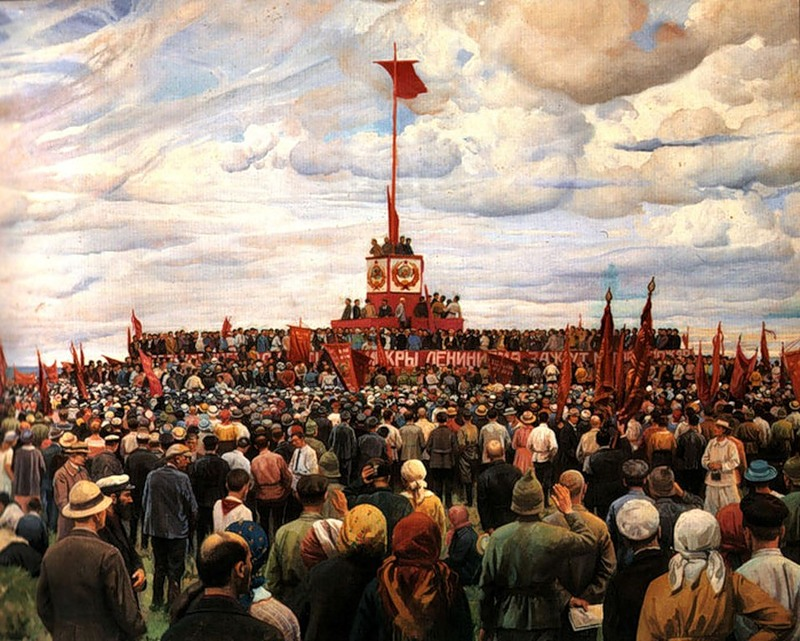
《憲法日》，1930年
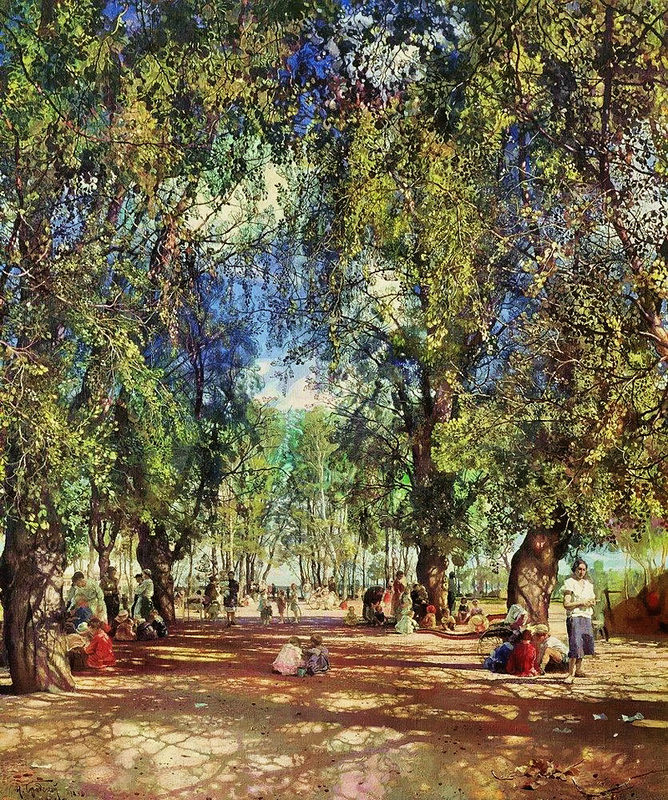
《公園小徑》，1930年
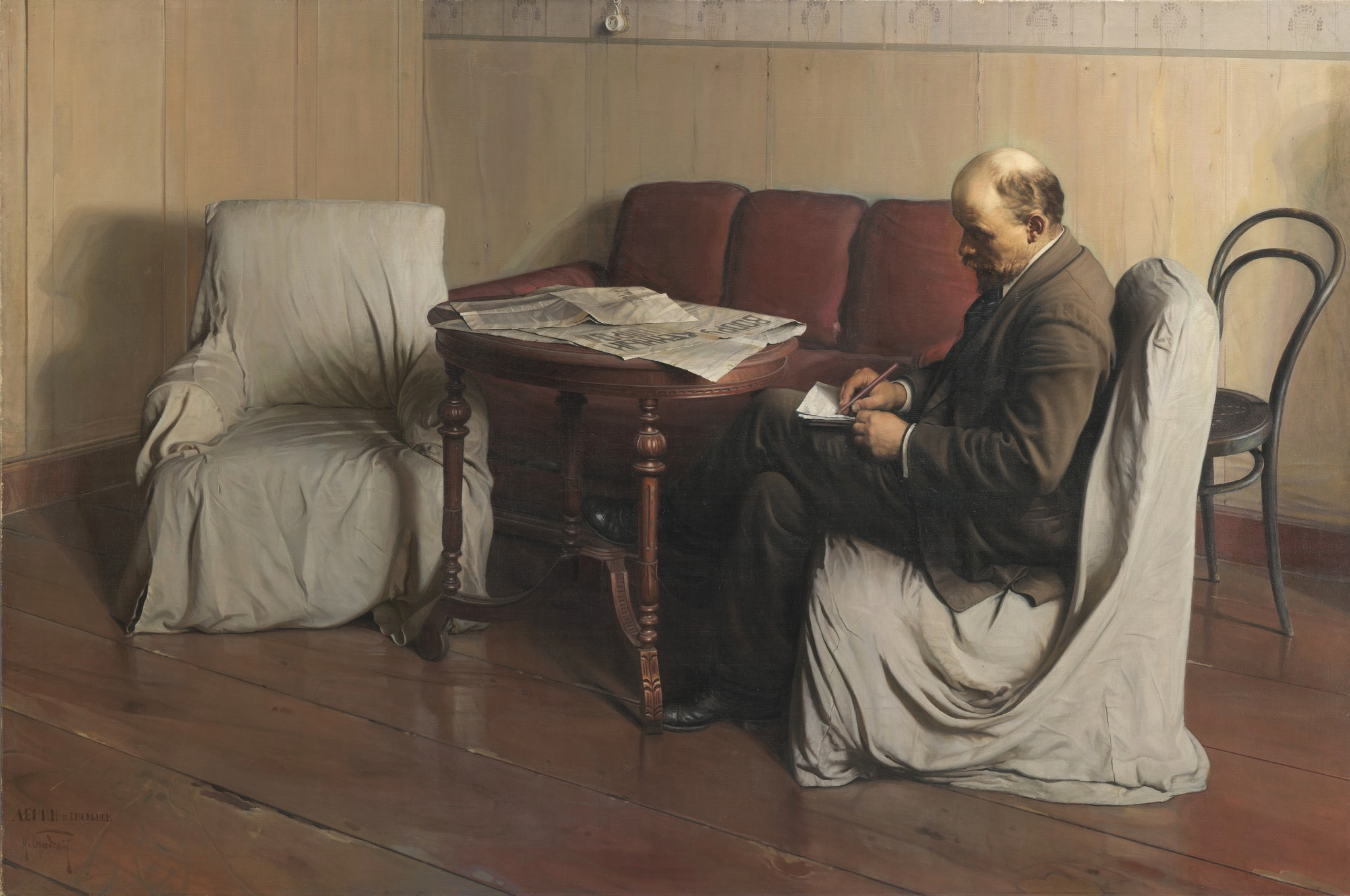
《在斯莫尔尼宫的列寧》，1930年
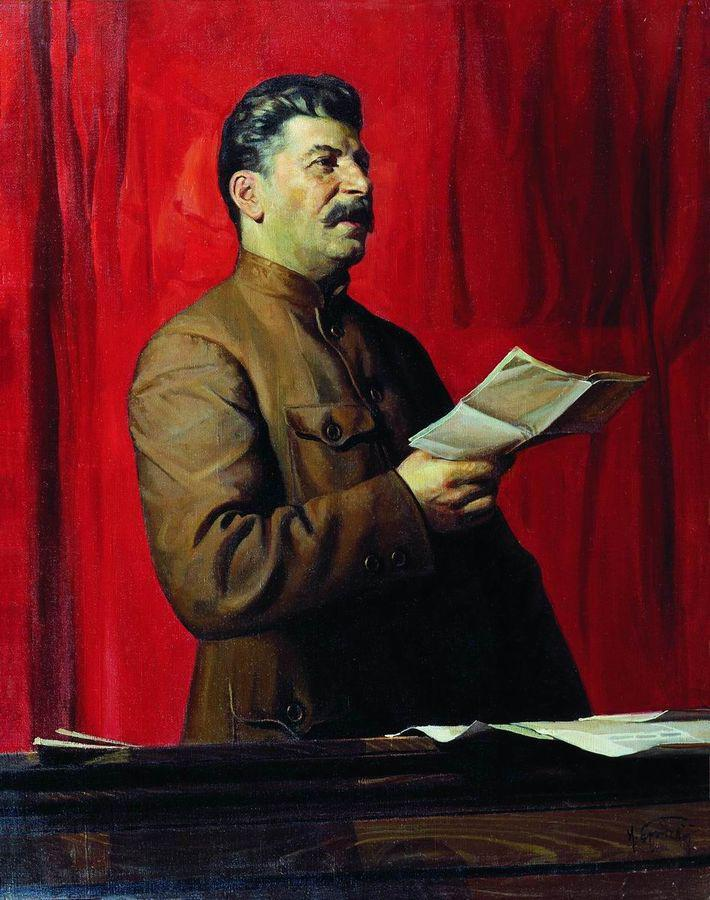
《史達林國家肖像》，1933年
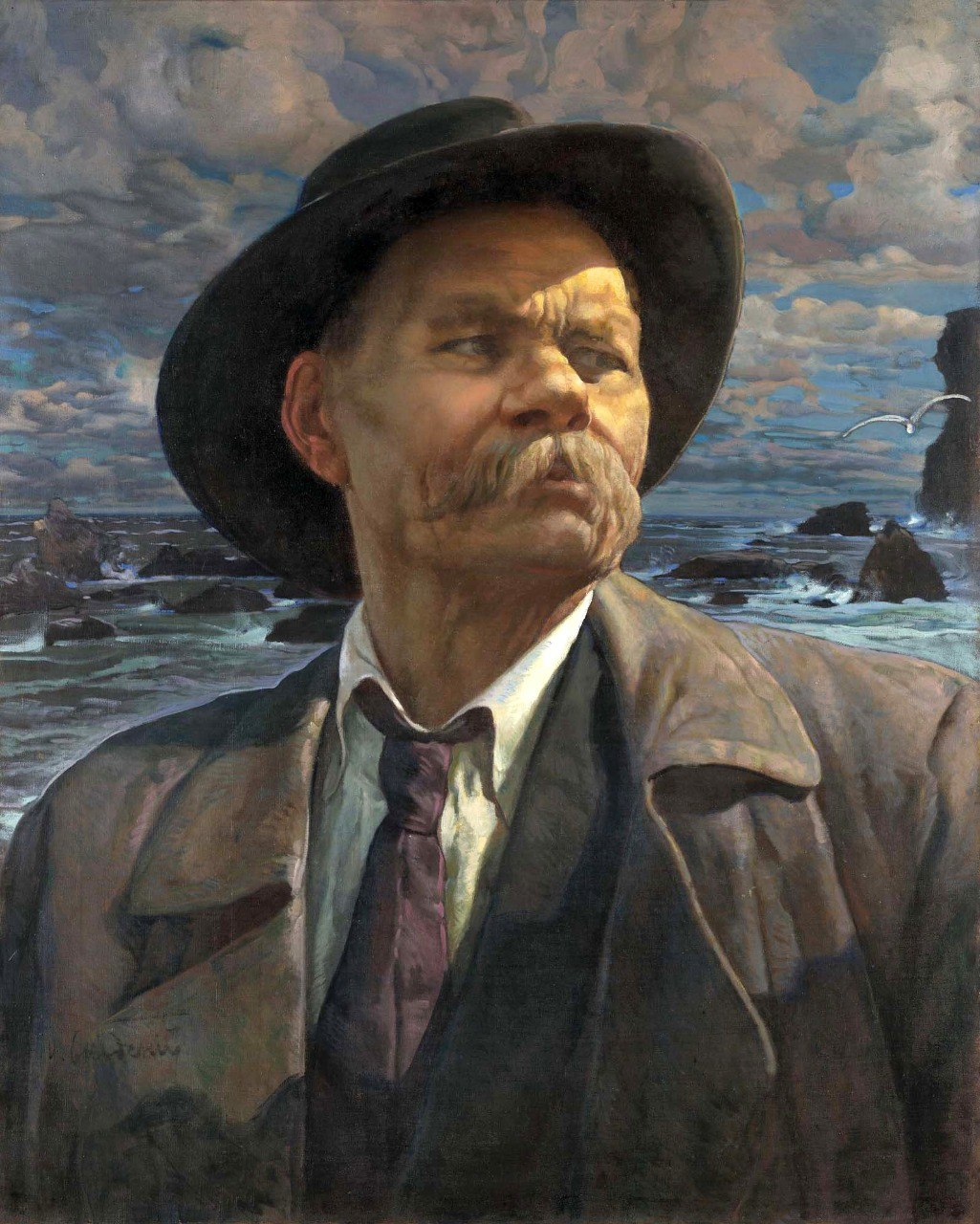
《馬克西姆·高爾基》，1937年

## 另見
- 列寧格勒美術（英语：Fine_art_of_Leningrad）

### 書籍
- Brodsky, Iosif A. . Moscow: Izobrazitel'noe Iskusstvo. 1973. OCLC 186219093 –the Internet Archive （俄语）.
- Rakitin, Vasliy I. . Turner, Jane  (编).  4. New York: Grove's Dictionaries: 837–838. 1996. ISBN 1-884446-00-0. OCLC 1033646743 –the Internet Archive.
- Russian Jewish Artists in a Century of Change 1890 - 1990, editado por S.T.Goodman, Prestel, Munich-New York, 1996.
- Sergei V. Ivanov. Unknown Socialist Realism. The Leningrad School. - Saint Petersburg: NP - Print, 2007. - P. 450. ISBN 978-5-901724-21-7, ISBN 5-901724-21-6

## 外部連結
- 伊薩克·布羅茨基在俄羅斯藝術學院（英语：Russian Academy of Arts）的官方網站